# Gunung Timbul
Gunung Timbul is een bestuurslaag in het regentschap Tulang Bawang Barat van de provincie Lampung, Indonesië. Gunung Timbul telt 1898 inwoners (volkstelling 2010).